# Khun Sa
Khun Sa (birmanês:  ခွန်ဆာ, pronunciado [kʰʊ̀ɰ̃ sʰà]; 17 de fevereiro de 1934 - 26 de outubro de 2007) foi um barão das drogas e senhor da guerra de etnia chinesa. Ele nasceu na aldeia de Hpa Hpeung, no bairro Loi Maw de Mongyai, norte do estado de Shan, Birmânia. Antes de assumir o nome shan "Khun Sa" em 1976, era conhecido principalmente por seu nome chinês, Zhang Qifu (張奇夫).
Foi apelidado de “Príncipe da Prosperidade”, “Rei do Ópio” ou “Senhor da Morte” pelas suas atividades de tráfico de ópio no Triângulo Dourado. Ele também foi o líder do Exército Unido Shan e do Exército Mong Tai.
Na sua juventude, Khun Sa recebeu equipamento militar e treino tanto do Kuomintang como do exército birmanês antes de afirmar que lutava pela independência do Estado Shan e de estabelecer o seu próprio território independente. Ele foi apelidado de "Rei do Ópio" em Mianmar devido às suas operações massivas de contrabando de ópio no Triângulo Dourado, onde foi o senhor da guerra dominante do ópio de aproximadamente 1976 a 1996. Embora o embaixador norte-americano na Tailândia o tenha chamado de "o pior inimigo que o mundo tem ", ele cooptou com sucesso o apoio dos governos tailandês e birmanês em vários momentos. Depois que a Drug Enforcement Administration descobriu e quebrou a ligação entre Khun Sa e seus corretores estrangeiros, ele "rendeu-se" ao governo birmanês em 1996, dispersando seu exército e mudando-se para Yangon com sua riqueza e amantes. Após a sua retirada, algumas das suas forças recusaram-se a render-se e continuaram a lutar contra o governo, mas ele envolveu-se em projetos empresariais "legítimos", especialmente mineração e construção. Ele morreu em 2007, aos 73 anos. Hoje, seus filhos são empresários proeminentes em Mianmar.